# Vernon (Utah)
Vernon – miasto w Stanach Zjednoczonych, w stanie Utah, w hrabstwie Tooele.